# ファンタスティポ
『ファンタスティポ』は、2005年に公開された日本映画。

## 概要
国分太一（TOKIO）、堂本剛（KinKi Kids）のダブル主演の、家族愛をテーマにしたコメディー。主演の2人は、作品の役名「トラジ・ハイジ」というユニットを組み、主題歌「ファンタスティポ｣をリリースした。主要人物の「どう思った?」「〜と思うよ」などの独特な言い回しが特徴。撮影は2003年に行われた。
2005年2月5日から27日まで東京グローブ座で計100回上映され、2月10日から26日まで渋谷のシネクイントでレイトショー上映された。
公開に先駆け、2月1日にはプレミア試写会が行われた。試写会には20万通の応募があり、当日は主演の2人も登壇した。
物語はトラジ（太一）とハイジ（剛）が父親から突然会社を継がされ、様々な悩みと闘っていくというもので、アルマジロ社のCM曲「ファンタスティポ」を制作しながら兄弟が過去を振り返る、という形式で進められていく。

## あらすじ
年商500億円の大会社・アルマジロ社。自社製品「アルマジロウォーター」を大ヒットさせた社長・鯉之堀金太郎が、自叙伝の執筆に専念するため、突然社長を退任した。次期社長に任命されたのは、金太郎の長男・トラジ。そしてその補佐として専務に任命されたのが次男のハイジ。いつの間にか大人になってしまった自分に戸惑うトラジと、父親との関係がうまく行かず、居場所を追い求めるハイジ。そんな時、金太郎が親友の娘であるマシュウコを広報担当として会社に連れてくる。不思議な魅力を持ったマシュウコにハイジは惹かれるが…。

## 登場人物
鯉之堀トラジ（こいのぼり トラジ）
演 - 国分太一
主人公で金太郎の長男。アルマジロ社の社長に就任する前は、商品開発を担当するプランニングディレクターをしていた。動物のミニチュアとサバンナセットを愛する。1973年9月2日生まれ（トラジを演じた国分の誕生日と同じ。ただし年は違う）。
鯉之堀ハイジ（こいのぼり ハイジ）
演 - 堂本剛
もう一人の主人公で金太郎の次男。大学を中退し、フィンランドでイワシの追い込み漁をしていた。帰国後はアルマジロ社で週1回のアルバイトとして勤務し、金太郎の引退によって専務になる。お母さん子で、母親と死別してから毎日同じ夢を見るようになる。1978年4月10日生まれ（ハイジを演じた剛の誕生日と同じ。ただし年は違う）。
鯉之堀金太郎（こいのぼり きんたろう）
演 - 宝田明
アルマジロ社の元社長。息子のトラジとハイジに会社を譲った。亡き妻を今でも愛していて、身を落ち着かせないハイジを心配している。
フランキー
演 - 池乃めだか
金太郎の親友。世界をまたにかけるパイロット。突然日本に帰国して行く宛のない娘を金太郎に託す。
マシュウコ
演 - 大河内奈々子
フランキーの娘。クレタ島で暮らしていたが突然帰国し、アルマジロ社の広報担当に就任する。いつもインコのアンソニーをつれている。
武田芳郎（たけだ よしろう）
演 - 藤岡弘、
「次男問題」の第一人者。著書がベストセラーになり、講演会を開く。
鯉之堀かほり（こいのぼり かほり）
演 - 吉野きみか
金太郎の妻で、トラジ・ハイジ兄弟の母親。故人。ハイジが7歳の時に死別した。

## アルマジロ社

### 会社概要
- 商号：株式会社アルマジロ社（ARMADILLOSYA,CO.,Ltd）
- 本社：東京都八王子市（もちろん実際には存在しない）
- 創業：1986年4月29日
- 資本金：50億
- 事業内容：ミネラルウォーター製造及び販売
- 新規事業：ダンススクール開校（健康開発事業部）

DVDソフト企画・製作・販売
- 取締役会長：鯉之堀金太郎
- 取締役社長：鯉之堀トラジ
- 専務取締役：鯉之堀ハイジ
- 売上高：500億（2004年3月）
- 従業員数：約60名

### 社訓
1. 挨拶は大事だと思うよ。
2. ウォーターを飲んだ方がいいと思うよ。
3. 仕事は発想が大事だと思うよ。
4. 動物のはく製は手入れした方がいいと思うよ。
5. パッションはたくさんあった方がいいと思うよ。
6. ミラクルは信じた方がいいと思うよ。
7. レボリューションは適度にあった方がいいと思うよ。
8. 何事もバランスだと思うよ。
9. 健康は一番大事だと思うよ。
10. 家族は宇宙一大事だと思うよ。

## スタッフ
- 監督・脚本：薮内省吾（ROBOT）
- 製作：藤島ジュリーK（ジャニーズ事務所）
- エグゼクティブ・プロデューサー：加太孝明（ROBOT）
- プロデューサー：山際新平・原藤一輝
- C0-プロデューサー：井上あゆみ
- 撮影監督：高間賢治（J.S.C.）
- 美術監督：稲垣尚夫
- 撮影：新井滋（J.S.C.）
- 照明：澁谷亮
- 美術デザイナー：内田哲也
- 装飾：相田敏春
- 音楽：佐々木亨・Tremolohead
- サウンドデザイナー：百瀬慶一
- 録音：益子宏明
- VFXスーパーバイザー：貞原能文
- 助監督：若井水男
- 制作担当：角田隆
- 制作プロダクション：ROBOT
- 製作・配給：ジェイ・ストーム

## 関連商品

### 映像作品
- プロローグ・オブ・ファンタスティポ（2005年1月26日） - DVD
- ファンタスティポ（2005年8月24日） - DVD
- ファンタスティポ（2018年12月26日）- Blu-ray[5]

### CD
- ファンタスティポ （2005年1月26日）

### 書籍
- DOUBLE FACE 国分太一×堂本剛 in ファンタスティポ （2005年1月27日）（ISBN 978-4048941556）